# Бурса
Бурса (тур. Bursa) или Бруса (грч. Προύσσα [Proússa, чита се Пру́са] је град у Турској у вилајету Бурса. Налази се на северозападним падинама планине Улудаг, крај Никејског језера. Према процени из 2009. године у граду је живело 1.642.020 становника. Бурса је четврти највећи град Турске, као и један од њених најзначајнијих индустријских и културних центара.

## Историја
Најранији подаци о насеобини на овом месту потичу из времена Филипа V Македонског. Године 202. п. н. е. Филип је град поклонио битинском краљу Прусу I. Град је потом назван по овом краљу, Пруса.
Касније, Османлије су 1326. године заузеле град од Византинаца и претворили га у своју престоницу. Године 1365. главни град Османског царства је премештен у Европу, најпре у Дидимотику, а затим у Једрене. Чак и тада Бурса је остала главни град за управу анадолијским провинцијама царства. Град су опљачкали Тамерланови војници непосредно после пораза Османлија код Ангоре 1402. године. Освајањем Константинопоља 1453. османлијска престоница ће постати Истанбул.
Маузолеји раних османских султана налазе се у Бурси, као и бројне грађевине из свих периода Османског царства. Најзначајније споменике саградио је султан Бајазит I. То су исламски верски комплекс (грађен у периоду 1390—1395) и Велика џамија (Ulu Cami, саграђена у периоду 1396—1400). Ту се налазе и гробнице двеју Словенка; српске и бугарске принцезе и потом турских султанија. Гроб султана Мурата II - тулбе је у Мурадији, делу Бурсе. Он је последњи султан сахрањен у тој старој турској престоници. Одмах иза улаза у гробницу породице Мурата II, први гроб је Марин, а други Миличин. Оне су сахрањене издвојено "као Кауркиње које нису хтеле да мењају веру". Мурат је био син Мехмеда Челебије, а муж Маре, кћерке Ђурђа Бранковића. Син Мурата и Маре био је славни султан Мехмед II Освајач. Марга или Марица Шишманова је била сестра бугарског цара Ивана Шишмана, удата за султана Мурата I. По жељи Муратовој сви гробови немају никакве натписе, а на горњој страни је по један отвор, у који треба да улази киша.
До 17. века Бурса је била главна турска пијаца свилом и место где су се израђивали производи од свиле (јастуци, кафтани). Свила се делом производила у граду, а делом увозила из Персије и Кине.
Помиње се 1860. године као претплатник једне српске књиге др Јован Црногорчевић лекар у Бруси.
Личности из турског позоришта сенки Карађоз и Хаџиват су историјске личности које су живеле и сахрањене у Бурси.

## Географија

### Клима
| Клима (Бурса)              | Клима (Бурса) | Клима (Бурса) | Клима (Бурса) | Клима (Бурса) | Клима (Бурса) | Клима (Бурса) | Клима (Бурса) | Клима (Бурса) | Клима (Бурса) | Клима (Бурса) | Клима (Бурса) | Клима (Бурса) | Клима (Бурса) |
| Показатељ \ Месец          | .Јан.         | .Феб.         | .Мар.         | .Апр.         | .Мај.         | .Јун.         | .Јул.         | .Авг.         | .Сеп.         | .Окт.         | .Нов.         | .Дец.         | .Год.         |
| -------------------------- | ------------- | ------------- | ------------- | ------------- | ------------- | ------------- | ------------- | ------------- | ------------- | ------------- | ------------- | ------------- | ------------- |
| Средњи максимум, °C (°F)   | 9,1 (48,4)    | 11,0 (51,8)   | 15,2 (59,4)   | 21,1 (70)     | 25,9 (78,6)   | 29,8 (85,6)   | 33,1 (91,6)   | 32,0 (89,6)   | 29,1 (84,4)   | 23,0 (73,4)   | 13,9 (57)     | 10,9 (51,6)   | 32,1 (89,8)   |
| Средњи минимум, °C (°F)    | 0,9 (33,6)    | 1,5 (34,7)    | 6,0 (42,8)    | 8,9 (48)      | 14,2 (57,6)   | 17,0 (62,6)   | 19,3 (66,7)   | 18,8 (65,8)   | 15,7 (60,3)   | 11,1 (52)     | 5,2 (41,4)    | 1,3 (34,3)    | 10,2 (50,4)   |
| Количина падавина, mm (in) | 67 (26,4)     | 80 (31,5)     | 70 (27,6)     | 54 (21,3)     | 42 (16,5)     | 36 (14,2)     | 21 (8,3)      | 23 (9,1)      | 35 (13,8)     | 49 (19,3)     | 61 (24)       | 69 (27,2)     | 618 (243,3)   |
| [ тражи се извор ]         |               |               |               |               |               |               |               |               |               |               |               |               |               |

## Становништво
Према процени, у граду је 2009. живело 1.642.020 становника.
| 1990.   | 2000.     |
| ------- | --------- |
| 834.576 | 1.094.687 |

## Привреда
Бурса је главни турски центар аутомобилске индустрије (фабрике Фијат-Тофаша, Реноа, Боша). Важне су још челичана, текстилна и прехрамбена индустрија.
Поред историјског наслеђа, за туризам у Бурси су значајна термална купатила и скијалишта у близини града.

## Партнерски градови
- Дармштат
- Денизли
- Карс
- Мултан
- Оулу
- Софија
- Тифин
- Керуан
- Северна Никозија
- Аншан
- Битољ
- Чадир-Лунга
- Кизилорда
- Маскара
- Кулмбах
- Плевен
- Пловдив
- Приштина
- Тирана
- Кошице
- Виница
- Ван
- Рабат
- Бахчисарај
- Уст-Каменогорск
- Херцлија
- Миколајив
- Сарајево
- Ксанти

## Галерија
- Градска влада Бурсе
- Бурса из ваздуха
- Бурсарај
- Улица Републике
- мост Ирганди
- Музеј Ататурка
- Замак Бурса
- Дугачки базар
- Минарет на Великој џамији у Бурси
- Статуа Ататурка у центру